# Автошлях E51
Європейський маршрут E51 проходить по території Німеччини від Берліна до Нюрнберга.

## Маршрут
Протяжність маршруту складає близько 410 км.
| E51 БЕРЛІН - НЮРНБЕРГ |                      |                         |                      |
| Німеччина             |                      |                         |                      |
| Код дороги-участки    | Початок ділянки      | Основні населені пункти | Кінець ділянки       |
|                       | Берлін               |                         | Берлінська радіовежа |
|                       | Берлінська радіовежа |                         | Потсдам              |
|                       | Потсдам              |                         | Лейпциг              |
|                       | Лейпциг              |                         | Гера                 |
|                       | Гера                 |                         | Хіршберг             |
|                       | Хіршберг             |                         | Хоф                  |
|                       | Хоф                  | Байройт                 | Нюрнберг             |